# ガンダムブレイカー2
『ガンダムブレイカー2』（ガンダムブレイカーツー、GUNDAM BREAKER 2）は、バンダイナムコゲームスより2014年12月18日に発売されたPlayStation 3、PlayStation Vita用ゲームソフト。『ガンダムブレイカー』の続編。

## 解説
オリジナルのガンプラを作り・カスタマイズして戦う『ガンダムブレイカー』のシリーズ第2作。前作をプレイしたユーザーの声が反映されており、パーツの種類は前作の約3倍になっている。ガンプラを扱ったゲームということで、『ガンダムビルドファイターズ』の機体など他のガンダムゲームにはなかなか登場しないMSが採用されている。設計図の保存数も前作の倍以上の50種類になっている。
また、本作では前作では薄かったストーリーが強化され、登場キャラクターも増えている。ストーリーはガンプラバトル内で、オリジナルの世界観のゲームをするという劇中劇的な構造になっている。
前作はPS3版が先に発売され、遅れてPS Vita版が発売されたが、本作はPS3・PS Vita版が同時に発売され、クロスセーブにも対応している。ただし、モーションの関係上プラットフォームを跨いでの通信プレイ（クロスプレイ）は非対応。
前作『ガンダムブレイカー』で入手したパーツの一部を引き継ぐことが可能。
発売後も新しいガンプラパーツが入手可能なミッションが無料で追加配信された。

## ストーリー
西暦2024年。歴代ガンダム作品が展示される史上最大のガンダムイベント「ガンプラワールドフェスタ2024」が開催されていた。
ここに自分の作ったガンプラを使いオリジナルのストーリーにチャレンジする「ガンプラバトルシミュレーターVer.2.0」が展示されていた。
地球人類が宇宙へ進出して年月が過ぎ、地球に住む人々とスペースコロニーに住む人々との間には軋轢が生まれていた。地球軍に対抗するため、コロニーは連合を作りこれに対抗した。
地球軍とコロニー連合軍は幾度となく戦闘を繰り返してきた。
ある時、中立コロニー・フロンティアIVを謎の軍隊が襲撃する。コロニーの住民はアークエンジェルに乗り込み、コロニーから脱出しようとする。
主人公はガンダムに乗り、この戦争を戦い抜く。

## 登場人物
イベントMC
声：茅野愛衣
レーア・ハイゼンベルク
声：日笠陽子
コロニー警備会社の契約パイロット。
カレヴィ・ユハ・キウル
声：小西克幸
地球軍所属のパイロット。
ショウマ
声：阿部敦
地球軍のパイロット。
フェズ・シーア
声：行成とあ
地球軍所属のパイロットで、モビルファイター系の機体を好む武闘派。ショウマの親代わりであり、武術の師匠でもある。
ルル・ルティエンス
声：福原香織
地球軍所属。アークエンジェルの艦長代行を務める。
マドック・ハニガン
声：星野充昭
地球軍所属。過去の戦いで右目を失っている。ルルの補佐役を務める。
エイナル・ブローマン
声：前野智昭
コロニー連合軍の少尉。人情に厚い。
ルスラン・シュレーカー
声：山下誠一郎
コロニー連合軍の中尉。ヴァルターに育てられた。
ベロニカ・アイゼンシュタット
声：北西純子
コロニー連合軍の少佐。戦いを楽しむ性格。
ヴァルター・ハイゼンベルグ
声：中博史
コロニー連合軍の地球攻略作戦を指揮する男。
シーナ・ハイゼンベルグ
声：末柄里恵
C.P.通信士
声：的場加恵

## 登場ガンプラ
機動戦士ガンダム
- ガンダム
- ガンタンク
- ガンキャノン
- ジム
- ザクII
- ザクII（3連装ミサイル・ポッド装備）
- ザクIIS
- グフ
- アッガイ
- ズゴック
- ドム
- ゲルググ
- ジオング

MSV
- G-3ガンダム
- ザクマインレイヤー
- ザクIIFS
- 高機動型ザク改
- 高機動型ザク後期型
- ゲルググキャノン
- 高機動型ゲルググ

機動戦士ガンダム 第08MS小隊
- 陸戦型ガンダム
- ガンダムEz8
- グフカスタム

機動戦士ガンダム外伝 THE BLUE DESTINY
- ブルーディスティニー1号機
- ブルーディスティニー2号機
- ブルーディスティニー3号機

機動戦士ガンダム外伝 ミッシングリンク
- ペイルライダー

機動戦士ガンダム0080 ポケットの中の戦争
- ガンダムNT-1
- ジム・コマンド
- ザクII改
- ハイゴッグ
- ゲルググJ
- ケンプファー

機動戦士ガンダム0083 STARDUST MEMORY
- ガンダム試作1号機
- ガンダム試作1号機Fb
- ガンダム試作2号機
- ガンダム試作3号機ステイメン
- ジム・カスタム
- ドム・トローペン
- ドム・トローペン（サンドブラウン）
- ガーベラ・テトラ

機動戦士Ζガンダム
- Ζガンダム
- ガンダムMk-IIティターンズ仕様
- ガンダムMk-IIティターンズ仕様（バルカンポッド装備）
- ガンダムMk-IIエゥーゴ仕様
- ガンダムMk-IIエゥーゴ仕様（バルカンポッド装備）
- 百式
- ジムII
- キュベレイ
- ジ・O

機動戦士ガンダムΖΖ
- ΖΖガンダム
- ジムIII
- キュベレイMk-II（エルピー・プル専用）

ガンダム・センチネル
- Sガンダム
- Sガンダム（ブースター・ユニット装着型）
- Ex-Sガンダム
- Ζプラス（テスト機カラータイプ）
- Ζプラス C1

機動戦士ガンダム 逆襲のシャア
- νガンダム
- ジェガン
- ギラ・ドーガ
- ギラ・ドーガ（レズン・シュナイダー専用）
- ヤクト・ドーガ（ギュネイ・ガス専用）
- ヤクト・ドーガ（クェス・エア専用）
- サザビー

CCA-MSV
- Hi-νガンダム

機動戦士ガンダムUC
- ユニコーンガンダム
- バンシィ
- バンシィ（アームド・アーマー装備）
- バンシィ・ノルン
- ジェスタ
- ジェスタ・キャノン
- スタークジェガン
- ドライセン（ユニコーンVer.）
- ローゼン・ズール
- シナンジュ

機動戦士ガンダムF91
- ガンダムF91
- デナン・ゾン

機動戦士クロスボーン・ガンダム
- クロスボーン・ガンダムX1
- クロスボーン・ガンダムX1改・改

機動戦士Vガンダム
- ヴィクトリーガンダム
- Vダッシュガンダム
- Vガンダムヘキサ
- V2ガンダム
- V2アサルトガンダム
- V2バスターガンダム
- V2アサルトバスターガンダム

機動武闘伝Gガンダム
- シャイニングガンダム
- ゴッドガンダム
- マスターガンダム
- ドラゴンガンダム
- ライジングガンダム
- ノーベルガンダム

新機動戦記ガンダムW
- ウイングガンダム
- シェンロンガンダム
- トールギスII

新機動戦記ガンダムW Endless Waltz
- ウイングガンダムゼロ（Endless Waltz版）
- ガンダムデスサイズヘル（Endless Waltz版）
- ガンダムサンドロック改（Endless Waltz版）
- トールギスIII（Endless Waltz版）
- ガンダムナタク（Endless Waltz版）

新機動戦記ガンダムW Endless Waltz 敗者達の栄光
- ウイングガンダム（Endless Waltz版）
- ウイングガンダムプロトゼロ（Endless Waltz版）
- ガンダムヘビーアームズ（Endless Waltz版）
- ガンダムサンドロック（Endless Waltz版）
- シェンロンガンダム（Endless Waltz版）
- トールギス（Endless Waltz版）
- ガンダムエピオン（Endless Waltz版）

機動新世紀ガンダムX
- ガンダムX
- ガンダムXディバイダー
- ガンダムDX
- ガンダムヴァサーゴ
- ガンダムヴァサーゴ チェストブレイク

機動戦士ガンダムSEED
- ストライクガンダム
- エールストライクガンダム
- ソードストライクガンダム
- ランチャーストライクガンダム
- パーフェクトストライクガンダム
- ブリッツガンダム
- デュエルガンダム
- デュエルガンダムアサルトシュラウド
- フリーダムガンダム
- ジャスティスガンダム
- プロヴィデンスガンダム
- ストライクルージュ

SEED-MSV
- ストライクルージュ (I.W.S.P.)

機動戦士ガンダムSEED C.E.73 STARGAZER
- ストライクノワール
- スターゲイザー

機動戦士ガンダムSEED DESTINY
- インパルスガンダム
- フォースインパルスガンダム
- ソードインパルスガンダム
- ブラストインパルスガンダム
- デスティニーガンダム
- レジェンドガンダム
- ストライクフリーダムガンダム
- インフィニットジャスティスガンダム
- ストライクルージュ（オオトリ装備）
- アカツキ
- アカツキ（オオワシ装備）
- アカツキ（シラヌイ装備）

機動戦士ガンダムSEED ASTRAYシリーズ
- アストレイレッドフレーム
- アストレイレッドフレーム（フライトユニット装備）
- アストレイレッドドラゴン
- アストレイレッドフレーム改
- アストレイブルーフレーム
- アストレイゴールドフレーム天
- アストレイゴールドフレーム天ミナ
- アストレイグリーンフレーム
- アストレイブルーフレームセカンドリバイ

機動戦士ガンダム00
- ガンダムエクシア
- ガンダムデュメナス
- ケルディムガンダム
- ケルディムガンダム（最終決戦仕様）
- ガンダムキュリオス
- ガンダムヴァーチェ
- ダブルオーガンダム
- ダブルオーライザー
- GNアーチャー
- ジンクス
- ジンクスIII
- スサノオ

機動戦士ガンダム00V
- ダブルオーガンダムセブンソード/G

機動戦士ガンダム00 -A wakening of the Trailblazer-
- ダブルオークアンタ

機動戦士ガンダムAGE
- ガンダムAGE-1ノーマル
- ガンダムAGE-1タイタス
- ガンダムAGE-2ノーマル
- ガンダムAGE-2ダブルバレット
- ガンダムAGE-2ダークハウンド
- ガフラン

∀ガンダム
- ∀ガンダム
- ターンX

プラモ狂四郎
- パーフェクトガンダム
- パーフェクトジオング

模型戦士ガンプラビルダーズ ビギニングG
- ベアッガイ

ガンダムビルドファイターズ
- ビルドストライクガンダム フルパッケージ
- ベアッガイIII

ガンダムビルドファイターズトライ
- ビルドバーニングガンダム
- ライトニングガンダム
- パワードジムカーディガン
- パワードジムカーディガン（ガトリング砲装備）

## 主題歌
オープニングテーマ「Silent Trigger」
作詞・作曲・歌 - BACK-ON